# Bulbophyllum minutissimum
Bulbophyllum minutissimum es una orquídea epífita originaria de Australia. Es la orquídea más pequeña, con solo 3 a 4 mm de altura.

## Descripción
Es una orquídea que consiste en cadenas de pseudobulbos aplanados o esféricos de 2 a 3 mm de diámetro. Los psudobulbos son de color verde cuando la planta crece en la sombra, pero de color rojo cuando está creciendo a pleno sol. Cada psudobulbo tiene hojas pequeñas de 1 a 2 mm de longitud. La planta tiene raíces de 1 mm de largo que permiten asegurar los pseudobulbos a las rocas. La inflorescencia presenta una longitud de 2 a 3 mm y está rematada rematado por una flor de unos 3 mm, de color crema con rayas rojas.

## Distribución y hábitat
Esta orquídea epífita o litofítica crece sobre rocas en bosques abiertos. 

## Taxonomía
Bulbophyllum minutissimum fue descrita por Ferdinand von Mueller y publicado en Fragmenta Phytographiæ Australiæ 11: 53. 1878.
Etimología
Bulbophyllum: nombre genérico que se refiere a la forma de las hojas que es bulbosa.
minutissimum: epíteto latino que significa "muy pequeña".
Sinonimia
- Bulbophyllum moniliforme F.Muell.
- Bulbophyllum moniliforme R.M.King
- Dendrobium minutissimum F.Muell.
- Dendrobium nummulifolium R.King
- Oncophyllum minutissimum (F.Muell.) D.L.Jones & M.A.Clem.
- Phyllorchis minutissima (F. Muell.) Kuntze
- Phyllorkis minutissima (F.Muell.) Kuntze[1]